# Nikołaj Aleksiejew (kontradmirał inżynier)
Nikołaj Wasiljewicz Aleksiejew (ros. Николай Васильевич Алексеев; ur. 27 listopada?/10 grudnia 1901 w Moskwie, zm. 14 października 1950 w Leningradzie) – radziecki kontradmirał inżynier, uczestnik II wojny światowej.

## Odznaczenia i nagrody
- Order Lenina
- Order Czerwonego Sztandaru
- Nagroda Stalinowska
- Order Wojny Ojczyźnianej I klasy
- Order Czerwonej Gwiazdy
- Medal „Za zwycięstwo nad Niemcami w Wielkiej Wojnie Ojczyźnianej 1941–1945”
- Medal „Za obronę Kaukazu”
- Medal jubileuszowy „XX lat Robotniczo-Chłopskiej Armii Czerwonej”